# 田岡俊次
田岡 俊次（たおか しゅんじ、1941年12月16日 - ）は、日本のジャーナリスト、軍事評論家。元朝日新聞記者。

## 来歴
京都府京都市左京区出身。祖父は明治期の漢学者で民権運動家の田岡嶺雲、大叔父（嶺雲の兄）は三菱総理事の木村久寿弥太、父親が国際法学者で、元京都大学法学部長だった田岡良一。京都府立朱雀高等学校、早稲田大学政治経済学部政治学科卒業後、1964年に朝日新聞社入社。米国ジョージタウン大学戦略国際問題研究所（CSIS）主任研究員兼同大学外交学部講師、朝日新聞編集委員（防衛担当）、ストックホルム国際平和研究所（SIPRI）客員研究員、「AERA」副編集長兼シニアスタッフライターを歴任。
湾岸戦争時に再び朝日新聞編集委員も兼ねるようになり、テレビ朝日系列の番組に登場した。CS放送 朝日ニュースターにおいても解説委員、看板番組であったパックインジャーナルのレギュラー・コメンテーターなどを務めた。1999年に筑波大学客員教授。現在はフリーの軍事ジャーナリスト。軍事記事以外でも「公費天国」キャンペーンや情報公開制度の紹介などに関わっている。1982年には「建設談合問題」で日本新聞協会賞を受賞している。元同級生の山形県金山町町長・岸宏一（のちに参議院議員）に制度の利点や各種の資料を紹介、同町が国や県に先駆けて、初めて情報公開条例を作成に乗り出すきっかけを作った。
近年はYouTube番組であるデモクラシータイムスに出演しており、『田岡俊次の徹底解説』が配信されている。

## 主張
- 1985年、自民党によるスパイ防止法制定の動きに「取り締まり法制のない天国の流言に血迷った自民党」として、スパイ防止法制定に反対した[6]。
- 2008年7月12日放送のパックインジャーナルでは、同年6月23日に千葉県銚子市沖での「第58寿和丸」転覆について、潜水艦との接触が原因である可能性とし、AERAにて同様の記事が掲載された。しかし、その後はこの事実は一切確認されておらず、記事では、生存者の「右方向から波を受け、同じ右方向に転覆した」との目撃証言には触れていない。2009年7月31日、運輸安全委員会は調査の経過を公表し、油の流出量が少ないことなどから「突発的な大波で転覆して沈んだ可能性が高い」との見方を示した。 安全委が現場海域を調べたところ、油の流出量は15 - 23リットルだった。何らかの原因で船底に穴があいた場合、数トンから数十トンの燃料が漏れるはずで、調査関係者は「船体の破損は考えにくい」としている。 当初は複数の方向からの波や風がぶつかって大きな波になる「三角波」の影響が指摘されていたが、調査の結果、現場の波の向きと風の方向がほぼ一致しており、一定の周期で突発的に大きな波が発生する「一発大波」が影響した可能性が高いという[7]。
- 朝日新聞の編集局長を務めた外岡秀俊は2006年の著書にて、「『分析の精度をあげるには、ともかく結論を出せ』と田岡に教えられた」と回想している[8]。同書によると田岡自身も情勢分析の際は「最終的に黒白の結論を出すことを自分に課している」としており、その理由として「日本人の情勢分析は、後で責任を問われないよう、どうしてもあいまいで、どう転んでもいい結果しか出さない傾向がある。しかしそれでは、どこで情報評価を誤ったのか、自分でもわからないことになる。次の分析で精度を高めるには、自分の情報分析力の欠点を自覚する必要がある。そのためには無理とわかっても、自分で一定の結論をだしたほうがいい」と述べている。
- Jアラートや日本のミサイル防衛には懐疑的で、北朝鮮が事前通告せずミサイル発射したことに対し警報がなかったことや、発射から日本までの到達時間などを考えると役に立たないと主張している[9][10]。

## 著書

### 単著
- 『アメリカ海軍――戦略と戦力の全貌』（教育社［入門新書］、1978年）
- 『アメリカ海軍の全貌――米ソの実力全比較』（教育社［入門新書］、1985年）
- 『戦略の条件――激変する極東の軍事情勢』（悠飛社、1994年）
- 『2時間でわかる図解 日本を囲む軍事力の構図――北朝鮮、中国、その脅威の実態』（中経出版、2003年）
- 『北朝鮮・中国はどれだけ恐いか』（朝日新聞社［朝日新書］、2007年）
- 『日本の安全保障はここが間違っている! 』（朝日新聞出版、2014年）

### 共著
- （木下和寛）『自衛隊の戦力――GNP1％の実像』（教育社［入門新書］、1986年）
- Superpowers at Sea: An Assessment of the Naval Arms Race, with Richard W. Fieldhouse, (Oxford University Press, 1989).
- （田原総一朗）『決断――日本の防衛と対米戦略』（リブロポート、1992年）
- （三野正洋、深川孝行）『20世紀の戦争』（朝日ソノラマ、1995年）
- （川村晃司）『伝えきれなかった真実　映画が語る世界の裏側』（宝島社新書、2007年）